# فینال جام حذفی فوتبال انگلستان ۱۹۵۱
فینال جام حذفی فوتبال انگلستان ۱۹۵۱، رقابت پایانی جام حذفی فوتبال انگلستان در سال ۱۹۵۱ میلادی است که مابین دو تیم باشگاه فوتبال نیوکاسل یونایتد و باشگاه فوتبال بلکپول در ورزشگاه ومبلی لندن برگزار شده‌است.
این مسابقه که در تاریخ ۲۸ آوریل ۱۹۵۱ انجام شده‌است با نتیجه ۲ بر ۰ به سود تیم باشگاه فوتبال نیوکاسل یونایتد به پایان رسید.